# Christine Whiffen
Christine Whiffen (ca. 1958) is een Brits klavecimbelspeler.

## Levensloop
Whiffen was 23 toen ze zich intensief aan het oefenen zette op piano, klavecimbel, virginaal, spinet, clavichord, huisorgel en harmonium.  
Ze studeerde piano aan de Royal Academy of Music en vervolgens vier jaar klavecimbel aan het Conservatorium van Toulouse. Ze ging nog twee jaar verder studeren aan het Conservatorium van Utrecht.
In 1986 behaalde ze de Vierde prijs in het internationaal klavecimbelconcours, gehouden in het kader van het Festival Musica Antiqua in Brugge. 
Ze interpreteert met voorliefde de muziek van de Elisabethaanse Virginalisten.
Ze vermeldde als hoogtepunten in haar carrière:
- de Scarlatti marathon in Amsterdam
- het spelen van The Harmonious Blacksmith op het orgel van de Augustijnen in Toulouse

Ze woont met haar gezin aan de Noordzee in Shingle Street, Suffolk. 
Ze maakt deel uit van het Orchestra of the Swan, dat resideert in Stratford-upon-Avon en in het Stadhuis van Birmingham. Ze treedt ook vaak als soliste op.
Ze dirigeert ook het Eisenach Barokensemble wanneer het in Engeland optreedt.